# Muirchertach mac Neill
Muirchertach mac Neill na Goiceall Creacan  (aux vêtements de cuir), mort le 26 février 943, fut le chef du Cenél nEógain et le roi d’Ailech de 919 à 943.

## Origine
Muirchertach mac Neill était le fils de l’Ard ri Érenn Niall Glúndub  (+919) et de Gormlaith, fille de Flann Sinna Ard ri Érenn   (+916). Il était donc lié par ses parents au Cenél nEógain des O'Neill du Nord et au Clan Cholmáin des O'Neill du Sud.

## Héritier puis Roi d'Ailech
Après la mort de son père, survenue lors de la défaite irlandaise devant les Vikings de Dublin, le 15 septembre 919, le titre d’Ard ri Érenn fut repris par son oncle maternel Donnchadh Donn et celui de roi d'Ailech par cousin Fergal mac Domnaill auquel il succédera en 938.
Muichertach reprend quant à lui le combat contre les Vikings. En 921 il remporta une victoire contre le roi Gothfrith sur la rivière Bann. Le 28 décembre 926, à la tête de son clan et des gens d’Ulidia, il écrasa les Vikings d'Alpthann (norvégien Halfdan?) Uí Ímair près de Newry (Comté de Down) mais dut se retirer à l’approche du roi Gothfrith Uí Ímair venu lui-même en renfort de Dublin.
En 927, il défait et tue Goach, chef du Cianachta Glinne Gemhin, vassal rebelle du comté de Derry. Bien qu’il ait épousé sa cousine Flann, fille de Donnchadh Donn, les relations entre les deux rois s'étaient rapidement dégradées, entraînant plusieurs conflits; toutefois en 938, il organisa avec son beau-père une expédition dans le territoire des Vikings de Dublin près de la rivière Greece (comté de Kildare).
L’année suivante, les Vikings surprennent Ailech et s'emparent du roi; ce dernier réussit à s’échapper de leur navire dans le Lough Swilly avant qu’ils n’atteignent la mer.
En 940, allié avec Donnchadh Donn, il met à sac le Leinster et le Munster et en 941 il marche contre les Déisi du comté de Waterford qui font soumission, ainsi que l’Ossory.
Après la mort de son épouse en 940, Muirchertach mac Neill  se remarie avec Dubhdara, fille de Ceallach, roi d’Ossory. Il organise la même année une expédition contre les implantations vikings  aux îles Hébrides.
Durant son absence, Cellachán Caisil, roi de Cashel, attaqua les Deisi désormais vassaux de Muirchertach.  Le roi d’Ailech, qui  souhaitait faire valoir ses droits au titre d’Ard ri Érenn, organise alors une campagne  ou "Grand circuit d’Irlande" qui fait l’objet d’un poème épique composé par son barde, Gormacan mac Maolbrighde.
À partir de l’Uladh, dont il fit prisonnier le roi, il surprend les Danois de Dublin dont il obtint un otage de marque nommé Sihtric. Il traverse l’Ossory  où il est reçu par ses alliés et arrive enfin au Munster où il obtient des otages du roi Cellachan de Cashel. Il retourne dans son royaume d’Ailech par le Thommond, Galway et Roscommon.
Le 26 février 943, Muirchertach mac Neill est tué lors d’un combat contre le roi de Dublin Blacair Gothfrithson à Ardee (Comté de Louth). Il est considéré comme un grand guerrier par les Annales d'Ulster qui n'hésitent pas à le présenter comme « l'Hector du monde occidental » .

## Postérité
Il laissait un fils et une fille :
- Domhall mac Muircheartach O’Neill  roi d’Ailech  et futur Ard ri Érenn 956-980.
- Donnlaith épouse de Donmall (mort en 952[10]) un fils de Donnchadh Donn puis du roi de Dublin: Olaf Kvaran

## Sources
- Liens avec University College  Cork & Annales d'Ulster
- (en) Seamus O' Ceallaigh Problems with the O'Neill Pedigree dans « Gleamings from Ulster History », Cork University Press, Cork, 1951.
- (en) Francis J.Byrne Irish Kings and High-Kings, Four Courts Press History Classics, Dublin (2001),  (ISBN 1851821961).
- (en) Dictionary of Irish Biography article de Ailbhe Mac Shamhrain,  Muirchertach à Cochall Craicinin